# Валтер Шталвиц
Валтер Шталвиц (Манхајм, 28. април 1929 — 7. април 2022) био је савремени немачки сликар. Насликао је портрете Вилија Бранта, Гинтера Граса и др. Додељен му је Савезни крст заслуге (1993). Живео и ради је у граду Манхајму. 